# Куленовци
Куленовци (серб. Куљеновци, хорв. Kuljenovci) — населенный пункт (деревня) в общине Дервента, который принадлежит энтитету Республике Сербской, Босния и Герцеговина. По результатам югославской переписи населения 1991 года в Куленовцах проживало 575 человек.

## Население
В населении деревни преобладают хорваты.

### Национальный состав
1991 год:
- сербы — 40 человек (6,95 %);
- хорваты — 504 человек (87,65 %);
- югославы — 16 человек (2,78 %);
- мусульмане — 3 человека (0,52 %);
- другие — 12 человек (2,08 %).